# Jesús María Satrústegui
Jesús María Satrústegui Azpiroz (ur. 12 stycznia 1954 w Pampelunie) – piłkarz hiszpański grający na pozycji napastnika.

## Kariera klubowa
Przez całą karierę piłkarską Satrústegui związany był z zespołem Realu Sociedad. W latach 1971–1973 występował w rezerwach klubu w rozgrywkach Tercera División. W 1973 roku awansował do kadry pierwszego zespołu Realu. W Primera División zadebiutował 8 września 1973 roku w zremisowanym 1:1 wyjazdowym spotkaniu z Realem Murcia. 17 marca 1974 w meczu z Valencią (2:1) strzelił pierwszego gola w lidze. Od sezonu 1974/1975 był podstawowym zawodnikiem Realu. Swój pierwszy sukces w karierze osiągnął w 1980 roku, gdy wywalczył wicemistrzostwo Hiszpanii. Z kolei w sezonie 1980/1981 został z Realem Sociedad mistrzem kraju. Natomiast w 1982 roku obronił tytuł mistrzowski, a latem tamtego roku zdobył Superpuchar Hiszpanii. W 1986 roku w wieku 32 lat zakończył karierę piłkarską. W Realu Sociedad od 1973 do 1986 roku rozegrał 297 meczów i strzelił 133 bramki.
| Sezon   | Klub            | Kraj      | Rozgrywki        | Mecze | Bramki |
| ------- | --------------- | --------- | ---------------- | ----- | ------ |
| 1971/72 | Real Sociedad B | Hiszpania | Tercera División | ?     | ?      |
| 1972/73 | Real Sociedad B | Hiszpania | Tercera División | ?     | ?      |
| 1973/74 | Real Sociedad   | Hiszpania | Primera División | 19    | 3      |
| 1974/75 | Real Sociedad   | Hiszpania | Primera División | 21    | 8      |
| 1975/76 | Real Sociedad   | Hiszpania | Primera División | 25    | 8      |
| 1976/77 | Real Sociedad   | Hiszpania | Primera División | 33    | 19     |
| 1977/78 | Real Sociedad   | Hiszpania | Primera División | 32    | 18     |
| 1978/79 | Real Sociedad   | Hiszpania | Primera División | 30    | 20     |
| 1979/80 | Real Sociedad   | Hiszpania | Primera División | 32    | 17     |
| 1980/81 | Real Sociedad   | Hiszpania | Primera División | 28    | 16     |
| 1981/82 | Real Sociedad   | Hiszpania | Primera División | 33    | 13     |
| 1982/83 | Real Sociedad   | Hiszpania | Primera División | 11    | 5      |
| 1983/84 | Real Sociedad   | Hiszpania | Primera División | 16    | 2      |
| 1984/85 | Real Sociedad   | Hiszpania | Primera División | 17    | 4      |

## Kariera reprezentacyjna
W reprezentacji Hiszpanii Satrústegui zadebiutował 16 listopada 1975 roku w zremisowanym 2:2 spotkaniu eliminacji do Euro 76 z Rumunią. W 1980 roku na Euro 80 zagrał we dwóch meczach: z Włochami (0:0) i z Belgią (1:2). W 1982 roku został powołany przez selekcjonera Joségo Santamaríę do kadry na Mistrzostwa Świata 1982. Na tym turnieju wystąpił w 4 spotkaniach: z Hondurasem (1:1), z Jugosławią (2:1), z Irlandią Północną (0:1) i z Anglią (0:0). Od 1975 do 1982 roku rozegrał w kadrze narodowej 32 mecze i zdobył 8 goli.